# Carolyn Warner

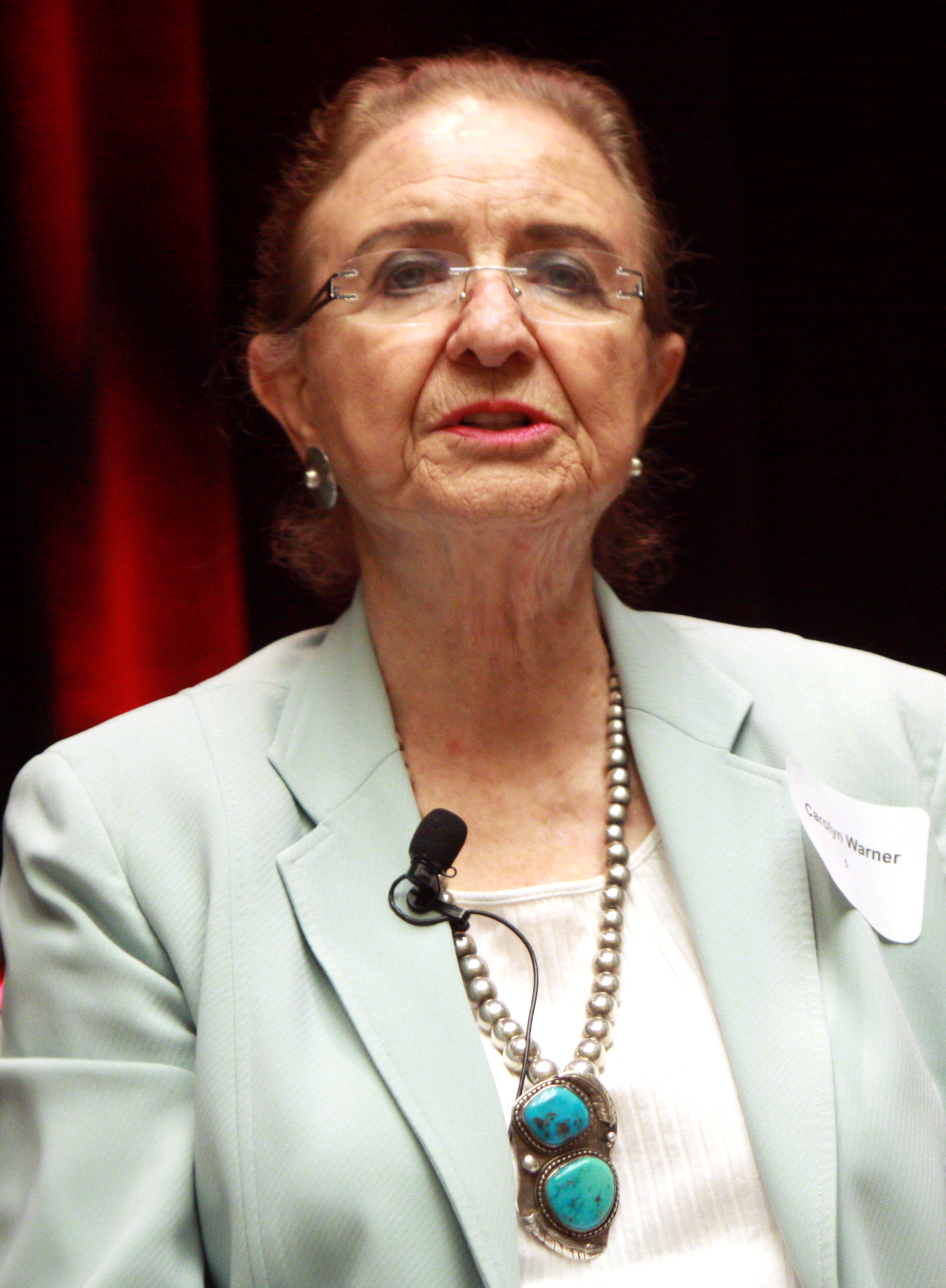
Carolyn Warner

Carolyn Warner (* 2. August 1930 in Ardmore, Oklahoma als Carolyn Rexroat; † 9. Oktober 2018) war eine US-amerikanische Unternehmensberaterin, Marketingberaterin, Geschäftsfrau, Dozentin und Politikerin (Demokratische Partei).

## Werdegang
Carolyn Rexroat, Tochter des Senators von Oklahoma Uriah Thomas Rexroat und seiner Ehefrau Mary Wilma, geborene Tullis, wurde 1930 in Ardmore geboren. Ihre Kindheit war von der Weltwirtschaftskrise überschattet und die Folgejahre vom Zweiten Weltkrieg.
Rexroat arbeitete zwischen 1946 und 1948 in der Radiobranche, darunter für den Radiosender WKY in Oklahoma City. 
1950 studierte sie an der University of Oklahoma und machte dann einen Bachelor am Stephens College. Während ihrer Studienzeit arbeitete sie als redaktionelle Beraterin für das Magazin der Phi Delta Kappa.
Am 28. Dezember 1950 heiratete sie Ronald H. Warner. Das Paar hatte sechs Kinder: Cathy Ann, Caron Suzanne, Steve Van, Constance Kay, Christopher John und Christi Mary.
Warner war der politische Sprecher für den Gouverneur von Oklahoma Roy J. Turner und die beiden US-Senatoren von Oklahoma Robert S. Kerr und Elmer Thomas.
Seit 1953 war sie Vizepräsidentin und Treasurer bei Warners Furniture & Interiors in Phoenix (Arizona).
Von 1968 bis 1973 saß sie im Phoenix Union District Board of Trustees.
Rexroat kandidierte 1974 für den Posten des Superintendent of Public Instruction von Arizona. Sie wurde zweimal in Folge wiedergewählt. Im Januar 1975 trat sie ihren Posten an und bekleidete diesen bis Januar 1987. Während dieser Zeit saß sie im Arizona Board of Regents.
1976 kandidierte sie für einen Sitz im US-Senat (Klasse 1) und 1986 für den Posten des Gouverneurs von Arizona.
Rexroat war Gründerin und Präsidentin von Corporate Education Consulting, Inc. (CECi). Ihr Unternehmen bietet Beratungs- und Sprachseminare sowie Schulungsdienste hinsichtlich der Schwerpunkte Belegschaft / Arbeitsplätze, Bildung, Führung, Frauenthemen und öffentlich-private Partnerschaften. Zu ihren Kunden gehören Fortune-500-Unternehmen, Stiftungen und zahlreiche nationale Verbände.
Sie war eine Congressional Appointee beim National Skill Standards Board (NSSB) und eine Delegierte bei der White House Conference on Small Business.
1998 erhielt sie den Ehrendoktor von der Northern Arizona University in Anerkennung ihrer Leistungen auf dem Gebiet der Bildung und des Gemeinwesens.

## Werke (Auswahl)
Carolyn Warner verfasste vier Bücher, darunter:
- 2009: Promoting Your School: Going Beyond PR[1]
- 2010: The Words of Extraordinary Women[2]
- 2015: The Last Word: A Treasury of Women's Quotes[3]

## Auszeichnungen
- Carl Perkins Humanitarian Award von der Association for Career and Technical Education
- Policy Leader of the Year von der National Association of State Boards of Education
- Racial Justice Award von der Young Women’s Christian Association

## Mitgliedschaften (Auswahl)
- Arizona Community College Board
- Arizona-Mexico Commission
- Chairperson Presidential Classroom for Young Americans Board of Advisors
- Consultant National School Boards Association
- Council of Chief State School Officers (CCSSO)
- Democratic Women's
- Governor's Commission on Arizona Environmental
- Gründungsmitglied von der Arizona Educational Foundation
- League of Women Voters
- National Commission on Higher Education, United Methodist Church
- National Commission Public Service
- National Conference of Christians and Jews
- Nucleus
- President Committee Paperwork Reduction
- Phoenix Metropolitan Chamber of Commerce
- President's Commission on Finance Elementary and Secondary Education
- Präsidentin bei Phoenix Executives
- Vizepräsidentin bei Arizona School Boards Association
- Vorstand vom Jobs for American Graduates (JAG)